# Grand Colombier (Saint-Pierre-et-Miquelon)
Pour les articles homonymes, voir Grand Colombier.
Le Grand Colombier est une petite île de l'archipel de Saint-Pierre-et-Miquelon.

## Géographie
Cet îlot escarpé et inhabité, refuge des oiseaux marins, se situe au nord de l'île de Saint-Pierre à quelques centaines de mètres face à la pointe à Henry. L'îlot mesure environ 1 300 m de long pour un peu plus de 500 mètres de large et une hauteur maximale de 120 mètres.
Au nord-est de l'île se trouve le rocher appelé le « Petit Colombier ».

## Histoire
Cette île fut décrite et nommée pour la 1re fois en 1544 par Jean Alfonse : "Et du cap de Ratz jusques aux isles de sainct Pierre y a quarente lieues. Et si vous voullez aller par le destroict des Bretons, passerez a bort du Coulombier, de quelque couste que vous vouldrez. Ce Colombier est vng islet, et est dict Colombier parce qu'il y a forces oyseaulx." 
Pendant les années trente, le géologue suisse Edgar Aubert de la Rüe y fit de nombreux forages afin de déterminer la qualité du minerai de fer qui s'y trouve. Les résultats ne furent pas à la hauteur des espérances. 